# RTL (프랑스어 라디오 방송국)
RTL, 구칭 라디오 뤽상부르(프랑스어: Radio Luxembourg)는 RTL 그룹 계열의 프랑스어 상업 라디오 방송이다. 1933년 라디오 뤽상부르로 설립했으며(실질적인 방송은 1931년 6월 8일부터) 1966년 RTL로 개명했다. 1981년까지 프랑스 국외에서 방송했는데, 이는 공공 방송만이 프랑스 국내 면허로 방송할 수 있었기 때문이었다. 벨기에에서도 방송해왔으나 1991년부터는 벨기에 지향 방송은 Bel RTL이란 별도의 방송국으로 나뉘었다.
이 방송은 종합 채널로, 뉴스와 토크, 음악을 주로 방송하고 있다. FM, DAB+, 위성, 인터넷 등을 통해 프랑스 전역에 방송하고 있다. 룩셈부르크와 프랑스 전역에 장파 234khz로 쏘던 AM 방송은 2023년 1월 2일 새벽 1시(UTC+1)에 종료되었다.

## 같이 보기
- RTL 그룹